# Baseodiscus discolor
Baseodiscus discolor är en djurart som tillhör fylumet slemmaskar, och som först beskrevs av Ernest F. Coe 1901.  Baseodiscus discolor ingår i släktet Baseodiscus och familjen Valenciniidae. Inga underarter finns listade i Catalogue of Life.